# 1993 OD
1993 OD är en asteroid i huvudbältet som upptäcktes den 16 juli 1993 av den amerikanska astronomen Eleanor F. Helin vid Palomarobservatoriet.
Den tillhör asteroidgruppen Hungaria.